# 卡拉蒂納
卡拉蒂納，是肯尼亞的城鎮，位於該國中部，由中部省的涅里郡負責管轄，處於肯尼亞山以南、尼耶利東南面20公里，海拔高度1,868米，1999年人口6,852。